# SEED 1931
SEED 1931（シード 1931）は、長崎県諫早市本町にある銀行建築の歴史的建造物。1931年（昭和6年）に諫早銀行本店として竣工した建物で、2024年（令和6年）から九州ガスホールディングスの本社機能が入る建物となっている。長崎県の「まちづくり景観資産」に登録されている（登録番号：景資第2-132号）。

## 概要
1931年（昭和6年）築の鉄筋コンクリート2階建ての建物で旧諫早銀行本店として建築された。正面の4本の列柱や分厚い石材外壁などを特徴とする重厚な銀行建築である。
1942年（昭和17年）から十八銀行諫早支店、2020年（令和2年）10月から十八親和銀行諫早支店として使用されたが、2021年（令和3年）7月の店舗統合後は閉鎖されていた。
2022年（令和4年）3月に九州ガスホールディングスが十八親和銀行から土地と建物を取得して耐震・改修工事を進め、2024年（令和6年）の工事完了後、本社機能を津久葉町からSEED 1931の2階に移転させた。また、2024年11月に1階にカフェレストラン「ARCH（アーチ）」がオープンするほか、吹き抜けの１階フロアはイベントに活用できる交流拠点として整備される。

## 所在地
- 長崎県諫早市本町5番1号